# Тяпин, Дмитрий Николаевич
Дмитрий Николаевич Тяпин (1879 — 1975) — крестьянин, участник русско-японской войны и первой мировой войны, в 1941 году спасший от захвата боевое знамя 24-й стрелковой дивизии РККА (которая в это время являлась старейшей дивизией РККА). За этот подвиг он был навечно занесён в списки военнослужащих 1-й стрелковой роты 7-го стрелкового полка этой дивизии.
Единственный из всех 416 человек, зачисленных навечно в списки частей в советское время за действия в период Великой Отечественной войны 1941—1945 гг., кто не являлся военнослужащим.
Единственный из всех зачисленных навечно в списки частей, кто являлся живым на момент зачисления (все остальные были зачислены посмертно).

## Биография
Из крестьян. Во время русско-японской войны 1904-1905 гг. служил в составе 95-го Красноярского пехотного полка, участвовал в боевых действиях в районе Порт-Артура и под Мукденом. В дальнейшем, до Октябрьской революции 1917 года служил в составе 8-й роты 301-го Бобруйского пехотного полка 76-й пехотной дивизии русской императорской армии, но во время первой мировой войны был ранен в предгорьях Карпат.

## Описание подвига

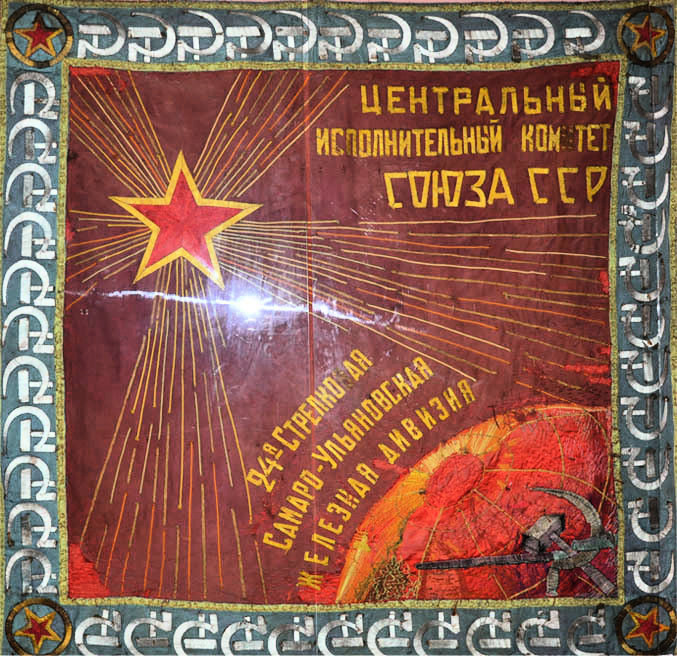
Наградное знамя ЦИК СССР, вручённое 24-й Железной Самаро-Ульяновской дивизии в 1927 году. Служило боевым знаменем дивизии в годы Великой Отечественной войны

6 августа 1941 года в бою с немцами около деревни Анютино Чериковского района Могилёвской области БССР погиб инструктор политотдела 274-го стрелкового полка 24-й стрелковой дивизии РККА старший политрук А. В. Барбашев (выходивший из окружения вместе с двумя другими красноармейцами). Местный житель, колхозник артели "Пионер" Д. Н. Тяпин оказался свидетелем этого боя. Дождавшись наступления ночи, он вместе с двумя другими жителями деревни перенёс тела погибших окруженцев на сельское кладбище для захоронения.
Обнаружив в вещмешке ст. политрука А. В. Барбашева боевое знамя, Д. Н. Тяпин завернул вещмешок в плащ-палатку и закопал. После освобождения деревни Анютино советскими войсками в октябре 1943 года он передал сохранённое знамя советским солдатам.
Знамя было направлено на реставрацию, после завершения которой 20 февраля 1944 года оно было вручено дивизии.
В результате действий Д. Н. Тяпина 24-я стрелковая дивизия РККА была сохранена от расформирования.

## Награды
- Георгиевский крест[4]
- орден Красного знамени[4] (3 июня 1944)[6][7]
- зачисление навечно в списки воинской части[2] (20 февраля 1944)[7] — за спасение и сохранение боевого знамени этой части[4]

## Дополнительная информация
Приказ заместителя Народного комиссара обороны о возвращении 24-й Бердичевской стрелковой дивизии Боевого Красного Знамени № 035 20 февраля 1944 г.
В августе месяце 1941 г. в районе деревни Анютин, Чериковского района, Могилёвской области в неравном бою с немецкими захватчиками погибли три неизвестных офицера Красной Армии, несшие с собою Боевое Красное Знамя 24-й стрелковой дважды Краснознамённой Самаро-Ульяновской Железной дивизии.
Это знамя было сохранено и передано в 1943 г. Красной Армии бывшим солдатом 301-го Бобруйского пехотного полка старой русской армии колхозником Дмитрием Тяпиным.
Для сохранения славных боевых традиций старейшей дивизии Красной Армии вернуть 24-й стрелковой Бердичевской дивизии Боевое Знамя и впредь её именовать: «24-я стрелковая Бердичевская Самаро-Ульяновская дважды Краснознамённая Железная дивизия».
За сохранение Боевого Знамени старейшей дивизии Красной Армии патриота Советской Родины — гражданина Дмитрия Тяпина навечно зачислить в списки одного из полков 24-й стрелковой Бердичевской Самаро-Ульяновской дважды Краснознамённой Железной дивизии и представить к награждению орденом Красного Знамени.

Заместитель Народного комиссара обороны Маршал Советского Союза Василевский— Ф. 4, оп. 11, д. 77, л. 210. Подлинник.